# Luís
Luís (Portugal: [lu.ˈiʃ], Brasilien: [lu.ˈis]) ist ein männlicher Vorname. Im brasilianischen Portugiesisch wird der Name am Ende auch mit z geschrieben: Luíz.

## Herkunft und Bedeutung
→ Hauptartikel: Ludwig
Luís ist eine portugiesische Variante des germanischen Namens Chlodovech, die aus der französischen Namensform Louis entstand.

## Verbreitung
Der Name Luís ist lediglich im portugiesischen Sprachraum verbreitet. In erster Linie wird er in Portugal vergeben. Dort variierte die Häufigkeit des Namens in den vergangenen Jahren kaum. Der Name hat sich in den 30er-Rängen der Hitliste etabliert.
Auch in Brasilien ist der Name sehr populär, jedoch wird die in Portugal veraltete Variante Luiz dort noch häufiger gewählt. Besonders gerne wird der Name in Brasilien mit einem zweiten Vornamen kombiniert.

## Varianten
- Englisch: Lewis
- Französisch: Louis
- Portugiesisch: Luiz
  - Galicisch: Lois
  - Diminutiv: Luisinho, Lula
- Spanisch: Luis
  - Katalanisch: Lluís

Weiblich: Luísa, Luiza
Für weitere Varianten: siehe Ludwig #Varianten bzw. Luise #Varianten

## Namensträger

### Vorname

#### Luís
- Luís Alves de Lima e Silva (1803–1880), Herzog von Caxias, brasilianischer Marschall
- Luís Paulo Alves (* 1961), portugiesischer Politiker (PS)
- Luís Filipe Marques Amado (* 1953), portugiesischer Politiker
- Luís de Camões (1524/25–1579/80), portugiesischer Nationaldichter
- Luís Filipe Lindley Cintra (1925–1991), portugiesischer Linguist und Philologe
- Luís Miguel Cintra (* 1949), portugiesischer Schauspieler
- Luís da Cunha (1662–1749), portugiesischer Diplomat
- Luís Campos e Cunha (* 1954), portugiesischer Politiker und Wirtschaftswissenschaftler
- Luís Castro (* 1991), puerto-ricanischer Hochspringer
- Luis Augusto Castro Quiroga (1942–2022), kolumbianischer Ordensgeistlicher, Erzbischof von Tunja
- Luís Andrés Edo (1925–2009), spanischer Aktivist
- Luís Fabiano (* 1980), brasilianischer Fußballspieler
- Luís Figo (* 1972), portugiesischer Fußballspieler
- Luís Frade (* 1998), portugiesischer Handballspieler
- Luís Fróis (1532–1597), portugiesischer Missionar der Gesellschaft Jesu in Japan
- Luís Goes (1933–2012), portugiesischer Fado-Interpret (Fadista)
- Luís Gonzaga (Aktivist) (* 1947), osttimoresischer Unabhängigkeitsaktivist
- Luís Gonzaga Féchio (* 1965), brasilianischer Geistlicher, Bischof von Amparo
- Luís Gonzaga Fernandes (1926–2003), ecuadorianischer Geistlicher, Bischof von Campina Grande
- Luís Gonzaga Ferreira da Silva (1923–2013), portugiesischer Geistlicher, Bischof von Lichinga
- Luís Gonzaga Silva Pepeu (* 1957), brasilianischer Geistlicher, Erzbischof von Vitória da Conquista
- Luís Gonzaga da Cunha Marelim (1904–1991), brasilianischer Ordensgeistlicher und Bischof von Caxias do Maranhão
- Luís Greco (* 1978), brasilianisch-deutscher Rechtswissenschaftler
- Luís Herbst (1925–2017), deutscher Ordensgeistlicher und römisch-katholischer Bischof von Cruzeiro do Sul
- Luís Romano de Madeira Melo (1922–2010), kapverdischer Schriftsteller
- Luís Filipe de Castro Mendes (* 1950), portugiesischer Diplomat, Lyriker und Diplomat
- Luís Marques Mendes (* 1957), portugiesischer Jurist und Politiker
- Luís de Sttau Monteiro (1926–1993), portugiesischer Schriftsteller, Dramatiker, Journalist und Übersetzer
- Luís de Matos Monteiro da Fonseca (* 1944), kapverdischer Diplomat
- Luís Miguel Brito Garcia Monteiro (* 1980), portugiesischer Fußballspieler (Familienname ist Brito Garcia Monteiro)
- Luís Neto (* 1988 in Póvoa de Varzim) ist ein portugiesischer Fußballspieler
- Luís Geraldo Ximenes de Oliveira (* 1975), osttimoresischer Unternehmer und Politiker
- Luís Mesquita de Oliveira (1911–1983), brasilianischer Fußballspieler
- Luís Valente de Oliveira (* 1937), portugiesischer Politiker
- Luís Carlos Correia Pinto (* 1985), portugiesischer Fußballspieler
- Luís Maria Teixeira Pinto (1927–2012), portugiesischer Ökonom, Politiker und Hochschullehrer
- Luís Represas (* 1956), portugiesischer Musiker (Sänger, Gitarrist, Songwriter)
- Luís Filipe Rocha (* 1947), portugiesischer Filmregisseur und -schauspieler
- Luís Salvador Efraín Salazar Arrué (1899–1975), salvadorianischer Autor und Maler
- Luis Suárez Salazar (* 1950), kubanischer Soziologe und Politologe
- Luís Cristóvão dos Santos (1916–1997), brasilianischer Soziologe, Schriftsteller und Jurist
- Luís Roberto da Silva, osttimoresischer Politiker
- Luís Tinoco (Komponist) (* 1969), portugiesischer Komponist
- Luís Vaz Rodrigues (um 1961–2016), osttimoresischer Politiker (CNRT)
- Luís Fernando Veríssimo (* 1936), brasilianischer Schriftsteller, Kolumnist und Comicautor
- Luís Vicente (* ≈ 1985), portugiesischer Jazz- und Improvisationsmusiker
- Luís Vinício (* 1932), brasilianischer Fußballspieler und -trainer

Zwischenname
- Washington Luís Pereira de Sousa (1869–1957), brasilianischer Politiker

#### Luíz
- Luíz Carlos (* 1985), brasilianischer Fußballspieler
- Luíz Cruls (1848–1908), belgisch-brasilianischer Astronom und Geodät
- Luíz Filho Jairo (* 1971), brasilianischer Fußballspieler
- Luíz Moutinho de Lima Alvares e Silva (1792–1863), brasilianischer Diplomat
- Luíz Eugênio Pérez (1928–2012), brasilianischer Geistlicher und römisch-katholischer Bischof von Jaboticabal
- Luíz Antônio dos Santos (1964–2021), brasilianischer Marathonläufer
- Luíz Carlos Susin (* 1949), brasilianischer römisch-katholischer Theologe und Mitglied des Kapuzinerordens

### Familienname
- Agustina Bessa-Luís (1922–2019), portugiesische Schriftstellerin
- César Luís (1912–1984), portugiesischer Radrennfahrer
- Éder Luís (* 1985), brasilianischer Fußballspieler
- Filipe Luís (* 1985), brasilianischer Fußballspieler
- Florentino Luís (* 1999), portugiesischer Fußballspieler, siehe Florentino (Fußballspieler)
- Geovane Luís da Silva (* 1971), brasilianischer Geistlicher, Bischof von Divinópolis
- Maria João Luís (* 1964), portugiesische Schauspielerin und Regisseurin
- Simão Luís († 1665), portugiesischer Kolonialsoldat